# Tetrapeptide

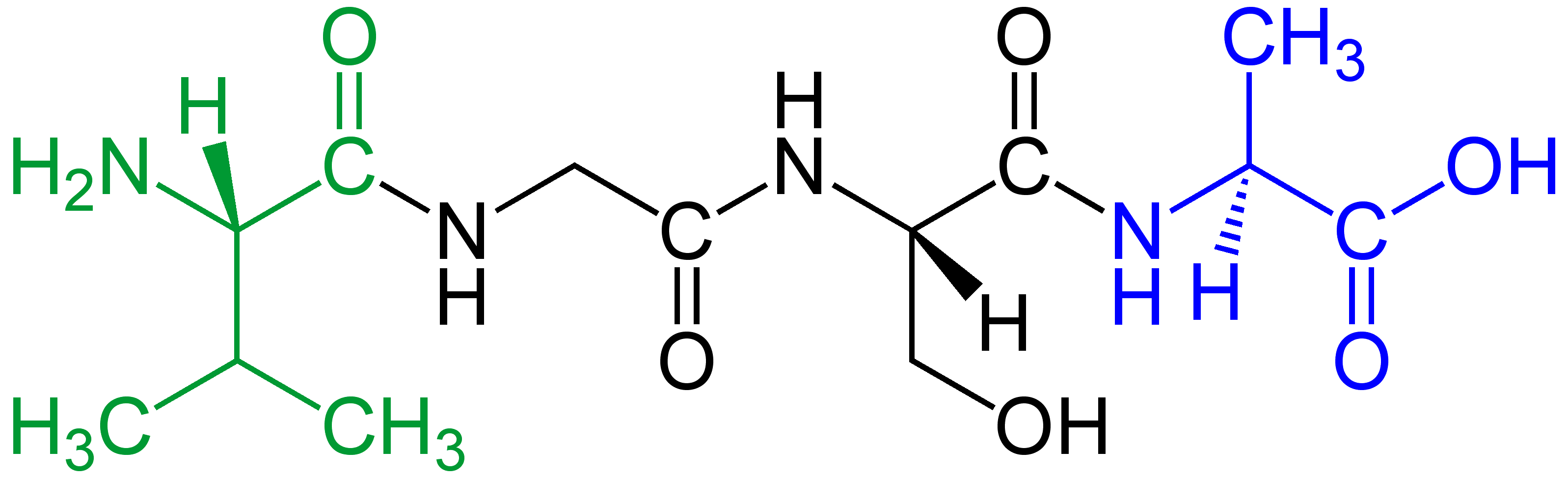
Il tetrapeptide Val-Gly-Ser-Ala, composto da valina (in verde), glicina (in nero a sinistra) serina (in nero a destra) e alanina (in blu)

Un tetrapeptide è un composto organico formato da quattro aminoacidi disposti linearmente e uniti da legami peptidici.

## Struttura
Come tutte le strutture proteiche, un tetrapeptide ha un'estremità da cui sporge il gruppo carbossilico chiamata estremità C-terminale, e un'altra estremità da cui sporge il gruppo amminico chiamata estremità N-terminale. Queste due porzioni sono quelle che generalmente reagiscono con le altre molecole.

## Esempi rilevanti
| Nome                 | Struttura                                                                                | Funzioni                                                    | Amminoacidi di cui è composto                        |
| -------------------- | ---------------------------------------------------------------------------------------- | ----------------------------------------------------------- | ---------------------------------------------------- |
| Glicano tetrapeptide | In blu: amminoacidi del tetrapeptide Negli altri colori: scheletro del glicano batterico | Costituente del peptidoglicano                              | L-alanina, acido D-glutammico, m-DAP e D-alanina     |
| Tuftsina             |                                                                                          | Immunitarie                                                 | L-treonina, L-lisina, L-prolina e L-arginina         |
| Endomorfina-1        |                                                                                          | Neurotrasmettitore                                          | L-tirosina, L-prolina, L-triptofano e L-fenilalanina |
| Rapastinel           |                                                                                          | Agonista parziale di un sito allosterico del recettore NMDA | L-treonina e L-prolina                               |